# Blue Movie (Film)
Blue Movie (Alternativtitel Fuck) ist ein Sexfilm von Andy Warhol aus dem Jahr 1969 mit Viva und Louis Waldon.

## Handlung
Der Film zeigt den Andy-Warhol-Superstar Viva (Susan Hoffman) und den Darsteller Louis Waldon beim Sex in einem Appartement. Nebenbei finden Dialoge über den Vietnamkrieg und andere alltägliche Dinge wie Kochen und Duschen statt.

## Hintergrund
“I’d always wanted to do a movie that was pure fucking, nothing else, the way Eat had been just eating and Sleep had been just sleeping. So in October ‘68 I shot a movie of Viva having sex with Louis Waldon. I called it just Fuck.”

„Ich wollte immer einen Film machen, der reines Ficken war, nichts weiter, wie Eat eben Essen und Sleep eben Schlafen waren. Deshalb drehte ich im Oktober ’68 einen Film darüber wie Viva Sex mit Louis Waldon hat. Ich nannte ihn einfach Fuck.“

Die Dreharbeiten fanden im Oktober 1968 im Appartement von David Bourdon im New Yorker Greenwich Village statt. Die Blaufärbung des Filmes war eigentlich nicht beabsichtigt und resultierte aus einem technischen Fehler: Warhol hatte einen Kunstlichtfilm (Tungstenfilm, siehe →Wolfram) verwendet, doch die Wohnung war an diesem Tag von Sonnen- bzw. Tageslicht durchflutet, was auf dem Filmmaterial zu grünbläulich-streifigen Verfärbungen führte.
Der Film wurde zunächst nur in Warhols Factory gezeigt. Die erste öffentliche Aufführung unter dem Titel Fuck sollte am 31. Juli 1969 im New Yorker Garrick Theatre, das Warhol kurz zuvor angemietet hatte, stattfinden, wurde aber polizeilich unterbunden. Beamte des New York City Police Department stürmten das Kino, konfiszierten eine Kopie des Films und verhafteten den Manager, den Filmvorführer und den Kartenverkäufer wegen Besitzes obszönen Materials. Der Manager bekam eine Geldstrafe von 250 US-Dollar. Nachdem Zensoren den angeblich pornografischen Anteil mit der Stoppuhr abgestoppt hatten, wurde der Film auf „publikumsfreundlichere“ 90 Minuten gekürzt und unter dem weniger anstößigen Titel Blue Movie gezeigt.
Am 17. September 1969 beschloss ein dreiköpfiges Strafrichter-Gremium nach kurzer Beratung, dass der Film Blue Movie in allen Punkten den Tatbestand der Obszönität erfülle, weil er sexuelle Begierden wecke, sittliches Empfinden beleidige und ohne jeden gesellschaftlichen Wert sei; es handele sich also um „harte Pornografie“ und sei damit strafbar.

## Kritiken
- „Blue Movie ist ein gutgelaunter Film für Männer“ meinte der Filmkritiker Vincent Canby in der New York Times, „in grünlich-blauen Farben recht hübsch aufgenommen, und es ist ein Film, in dem die Schauspieler tatsächlich das tun, was in konventionellen Werken nur vorgetäuscht wird.“[2]
- Al Goldstein, der Herausgeber des Screw Magazines, fand den Film „ausgesprochen amateurhaft und langweilig; deshalb bin ich schockiert, daß drei New Yorker Strafrichter sich auch nur die Mühe machen, ihn für obszön zu erklären.“[2]